# Gran Premio de los Países Bajos de Motociclismo de 1974
El Gran Premio de los Países Bajos de Motociclismo de 1974 fue la sexta prueba de la temporada 1974 del Campeonato Mundial de Motociclismo. El Gran Premio se disputó el 29 de junio de 1974 en el Circuito de Assen.

## Resultados 500cc
La primera fila de la parrilla en Assen mostró la fuerte competencia en 500 cc con  Yamaha (Teuvo Länsivuori y Giacomo Agostini, y la MV Agusta (Phil Read) y Suzuki ( Barry Sheene). Read arrancó mejor, seguido de Gianfranco Bonera (MV Agusta), Länsivuori y Agostini. Bonera pronto fue desplazado al cuarto lugar y Agostini se fue a la caza de Read, cuando su tanque de gasolina se había vuelto un poco más vacío y liviano. Mientras tanto, Read consiguió el récord de vuelta en la cuarta vuelta. En la séptima vuelta, Agostini se convirtió en el primer piloto en completar el circuito de Assen en menos de tres minutos: 2.59.8, justo cuando la máquina de lectura comenzó a perder algo de velocidad. En todo caso, supo mantener la primera posición por delante de Länsivuori y Read. La gran decepción fue Suzuki. Sheene comenzó mal en Assen y abandonó en la quinta vuelta.
| Pos.    | Piloto               | Equipo        | Tiempo/Retirado | Puntos |
| ------- | -------------------- | ------------- | --------------- | ------ |
| 1       | Giacomo Agostini     | Yamaha        | 48' 54" 6       | 15     |
| 2       | Teuvo Länsivuori     | Yamaha        | +3" 2           | 12     |
| 3       | Phil Read            | MV Agusta     | +28" 4          | 10     |
| 4       | Gianfranco Bonera    | MV Agusta     |                 | 8      |
| 5       | Charlie Williams     | Maxton-Yamaha |                 | 6      |
| 6       | Karl Auer            | Yamaha        |                 | 5      |
| 7       | Pentti Korhonen      | Yamaha        |                 | 4      |
| 8       | Víctor Palomo        | Yamaha        |                 | 3      |
| 9       | Werner Giger         | Yamaha        |                 | 2      |
| 10      | John Williams        | Yamaha        |                 | 1      |
| 11      | Piet van der Wal     | Yamaha        |                 |        |
| 12      | Paul Eickelberg      | König         | +1 Vuelta       |        |
| 13      | Alex George          | Yamaha        | +1 Vuelta       |        |
| 14      | Kurt-Harald Florin   | Yamaha        | +1 Vuelta       |        |
| 15      | Nico van der Zanden  | Suzuki        | +1 Vuelta       |        |
| 16      | Jan van Disseldorp   | Yamaha        | +1 Vuelta       |        |
| 17      | Henk Klaassen        | Yamaha        | +1 Vuelta       |        |
| 18      | Guido Mandracci      | Suzuki        | +1 Vuelta       |        |
| 19      | Wietse Veenstra      | Yamaha        | +1 Vuelta       |        |
| 20      | Bosse Granath        | Husqvarna     | +1 Vuelta       |        |
| Ret     | Paul Smart           | Suzuki        | Ret             |        |
| Ret     | Barry Sheene         | Suzuki        | Ret             |        |
| Ret     | Billie Nelson        | Yamaha/Fath   | Ret             |        |
| Ret     | Jack Findlay         | Suzuki        | Ret             |        |
| Ret     | Eduardo Celso-Santos | Yamaha        | Ret             |        |
| Ret     | Neil Tuxworth        | Yamaha        | Ret             |        |
| Ret     | Jan Kostwinder       | Yamaha        | Ret             |        |
| Ret     | Seppo Kangasniemi    | Yamaha        | Ret             |        |
| Ret     | Reinhard Hiller      | König         | Ret             |        |
| Ret     | Walter Rüngg         | Yamaha        | Ret             |        |
| DNQ     | Ernst Hiller         | König         | DNQ             |        |
| DNQ     | Georg Pohlmann       | Yamaha        | DNQ             |        |
| DNQ     | Eric Offenstadt      | Motobecane    | DNQ             |        |
| DNQ     | Christian Léon       | Kawasaki      | DNQ             |        |
| DNQ     | Gary Nixon           | Suzuki        | DNQ             |        |
| DNQ     | Jérôme van Haeltert  | Suzuki        | DNQ             |        |
| DNQ     | Rob Bron             | Yamaha        | DNQ             |        |
| Fuente: |                      |               |                 |        |

## Resultados 350cc
En Assen, quedó claro que Agusta se retiraba definitivamente del campeonato de 350 cc.  Yamaha - el piloto Giacomo Agostini tenía solo el tercer tiempo de entrenamiento por detrás de Chas Mortimer y Phil Read. Pero sus máquinas tuvieron problemas mecánicas en la segunda vuelta. Así las cosas, Agostini tomó la iniciativa y se fue del resto de contrincantes. Dieter Braun y Patrick Pons ( Yamaha) quedaron segundo y tercero, superando a Teuvo Länsivuori que iba segunda hasta la rotura del motor en la última vuelta.
| Pos. | Piloto               | Moto            | Tiempo/Retirado | Puntos |
| ---- | -------------------- | --------------- | --------------- | ------ |
| 1    | Giacomo Agostini     | Yamaha          | 49' 36" 5       | 15     |
| 2    | Dieter Braun         | Yamaha          | +19" 9          | 12     |
| 3    | Patrick Pons         | Yamaha          | +39" 1          | 10     |
| 4    | Billie Nelson        | Yamaha          |                 | 8      |
| 5    | Pentti Korhonen      | Yamaha          |                 | 6      |
| 6    | Karl Auer            | Yamaha          |                 | 5      |
| 7    | John Newbold         | Yamaha          |                 | 4      |
| 8    | John Williams        | Yamaha          |                 | 3      |
| 9    | Walter Villa         | Harley-Davidson |                 | 2      |
| 10   | Tony Rutter          | Yamaha          |                 | 1      |
| 11   | Werner Giger         | Yamaha          |                 |        |
| 12   | Boet van Dulmen      | Yamaha          |                 |        |
| 13   | Michel Rougerie      | Harley-Davidson |                 |        |
| 14   | Mario Lega           | Yamaha          |                 |        |
| 15   | Wil Hartog           | Yamaha          |                 |        |
| 16   | Olivier Chevallier   | Yamaha          |                 |        |
| 17   | Eduardo Celso-Santos | Yamaha          |                 |        |
| 18   | Kurt-Ivan Carlsson   | Yamaha          | +1 Vuelta       |        |
| 19   | Jan van Disseldorp   | Yamaha          | +1 Vuelta       |        |
| 20   | Helmut Kassner       | Yamaha          | +1 Vuelta       |        |
| Ret  | Mick Grant           | Yamaha          | Ret             |        |
| Ret  | Christian Bourgeois  | Yamaha          | Ret             |        |
| Ret  | Alex George          | Yamaha          | Ret             |        |
| Ret  | Silvio Grassetti     | MZ              | Ret             |        |
| Ret  | Guido Mandracci      | Suzuki          | Ret             |        |
| Ret  | Teuvo Länsivuori     | Yamaha          | Ret             |        |
| Ret  | Víctor Palomo        | Yamaha          | Ret             |        |
| Ret  | John Dodds           | Yamaha          | Ret             |        |
| Ret  | Chas Mortimer        | Maxton-Yamaha   | Ret             |        |
| Ret  | Giovanni Proni       | Yamaha          | Ret             |        |
| Ret  | János Drapál         | Yamaha          | Ret             |        |
| Ret  | Bosse Granath        | Yamaha          | Ret             |        |
| Ret  | Phil Read            | MV Agusta       | Ret             |        |
| Ret  | Gianfranco Bonera    | MV Agusta       | Ret             |        |
| Ret  | Ulrich Graf          | Yamaha          | Ret             |        |
| Ret  | Nico van der Zanden  | Yamaha          | Ret             |        |
| Ret  | Rob Bron             | Yamaha          | Ret             |        |

## Resultados 250cc
En el cuarto de litro, se produjeron dos debutsː el de Kenny Roberts ( Yamaha, el más rápido en los entrenamientos, y Takazumi Katayama (Yamaha) que salió tercero. En la salida, Roberts quedó relegado al segundo lugar por detrás de Walter Villa, pero pilotó tan bien que rompió el récord de la pista impuesto por Mike Hailwood de 1967. En la octava vuelta cayó. Aunque afortunadamente conservó el segundo puesto, su Yamaha resultó dañada y tuvo que ceder el segundo puesto a Bruno Kneubühler.
| Pos. | Piloto              | Moto            | Tiempo/Retirado | Puntos |
| ---- | ------------------- | --------------- | --------------- | ------ |
| 1    | Walter Villa        | Harley-Davidson | 50' 23" 0       | 15     |
| 2    | Bruno Kneubühler    | Yamaha          | +43" 6          | 12     |
| 3    | Kenny Roberts       | Yamaha          | +44" 2          | 10     |
| 4    | Patrick Pons        | Yamaha          |                 | 8      |
| 5    | John Dodds          | Yamaha          |                 | 6      |
| 6    | Chas Mortimer       | Maxton-Yamaha   |                 | 5      |
| 7    | Tony Rutter         | Yamaha          |                 | 4      |
| 8    | Paolo Pileri        | Yamaha          |                 | 3      |
| 9    | Adrie van de Broeke | Yamaha          |                 | 2      |
| 10   | Mick Grant          | Yamaha          |                 | 1      |
| 11   | Charlie Williams    | Maxton-Yamaha   |                 |        |
| 12   | Mario Lega          | Yamaha          |                 |        |
| 13   | Olivier Chevallier  | Yamaha          |                 |        |
| 14   | Thierry Tchernine   | Yamaha          |                 |        |
| 15   | Wil Hartog          | Yamaha          |                 |        |
| 16   | Gyula Marsovszky    | Yamaha          |                 |        |
| 17   | John Newbold        | Yamaha          | +1 Vuelta       |        |
| 18   | Helmut Kassner      | Yamaha          | +1 Vuelta       |        |
| 19   | Rolf Minhoff        | Maico           | +1 Vuelta       |        |
| 20   | Leo Bovee           | Yamaha          | +4 Vueltas      |        |
| Ret  | Michel Rougerie     | Harley-Davidson | Ret             |        |
| Ret  | Matti Salonen       | Yamaha          | Ret             |        |
| Ret  | Dieter Braun        | Yamaha          | Ret             |        |
| Ret  | Christian Bourgeois | Yamaha          | Ret             |        |
| Ret  | Nico van der Zanden | Yamaha          | Ret             |        |
| Ret  | Takazumi Katayama   | Yamaha          | Ret             |        |
| Ret  | Kent Andersson      | Yamaha          | Ret             |        |
| Ret  | Eugenio Lazzarini   | Piovaticci      | Ret             |        |
| Ret  | Ángel Nieto         | Derbi           | Ret             |        |
| Ret  | Giovanni Proni      | Yamaha          | Ret             |        |
| Ret  | János Drapál        | Yamaha          | Ret             |        |
| Ret  | Orenzo Memola       | Yamaha          | Ret             |        |
| Ret  | Ryszard Mankiewicz  | Yamaha          | Ret             |        |
| Ret  | Francis Hollebecq   | Yamaha          | Ret             |        |
| Ret  | Kees Schermer       | Yamaha          | Ret             |        |
| Ret  | Frits Geysendorpher | Yamaha          | Ret             |        |
| Ret  | Silvio Grassetti    | MZ              | Ret             |        |

## Resultados 125cc
En 125cc, se quería ver el duelo entre Ángel Nieto (Morbidelli) y Kent Andersson ( Yamaha), pero este último sufrió a infección de la garganta y por lo tanto no puedo estar al cien por cien. Nieto tuvo el tiempo de entrenamiento más rápido pero Bruno Kneubühler (Yamaha) fue solo una décima de segundo más lento. En carrera, Kneubühler logró destcarase, seguido muy de carca por Nieto, quien batió el récord de la pista. Poco después, Nieto tuvo que abandonar por problemas de carburación, al igual que Paolo Pileri que se cayó debido a causa de una caja de cambios rota. Así las cosas, Kneubühler tuvo el camino libre para vencer, muy distanciado de Andersson y Otello Buscherini (Malanca).
| Pos. | Piloto                 | Moto        | Tiempo/Retirado | Puntos |
| ---- | ---------------------- | ----------- | --------------- | ------ |
| 1    | Bruno Kneubühler       | Yamaha      | 46' 27" 2       | 15     |
| 2    | Otello Buscherini      | Malanca     | +6" 3           | 12     |
| 3    | Kent Andersson         | Yamaha      | +7" 7           | 10     |
| 4    | Gert Bender            | Bender      |                 | 8      |
| 5    | Jos Schurgers          | Bridgestone |                 | 6      |
| 6    | Leif Gustafsson        | Maico       |                 | 5      |
| 7    | Harald Bartol          | Suzuki      |                 | 4      |
| 8    | Thierry Tchernine      | Yamaha      |                 | 3      |
| 9    | Aart Valster           | Yamaha      |                 | 2      |
| 10   | Johann Zemsauer        | Rotax       |                 | 1      |
| 11   | Roel Cornelis          | Yamaha      |                 |        |
| 12   | Rudolf Weiss           | Maico       | +1 Vuelta       |        |
| 13   | Xaver Tschannen        | Maico       | +1 Vuelta       |        |
| 14   | Staffan Liebst         | Yamaha      | +1 Vuelta       |        |
| 15   | Seppo Kangasniemi      | Yamaha      | +1 Vuelta       |        |
| Ret  | Eric Offenstadt        | Motobecane  | Ret             |        |
| Ret  | Ángel Nieto            | Morbidelli  | Ret             |        |
| Ret  | Horst Seel             | Maico       | Ret             |        |
| Ret  | Henk van Kessel        | Bridgestone | Ret             |        |
| Ret  | Rolf Minhoff           | Maico       | Ret             |        |
| Ret  | Neil Tuxworth          | Yamaha      | Ret             |        |
| Ret  | Eugenio Lazzarini      | Piovaticci  | Ret             |        |
| Ret  | Paolo Pileri           | Morbidelli  | Ret             |        |
| Ret  | Cees van Dongen        | Yamaha      | Ret             |        |
| Ret  | Herbert Rittberger     | Yamaha      | Ret             |        |
| Ret  | Claudio Lusuardi       | Moto Villa  | Ret             |        |
| Ret  | Gianni Ribuffo         | DRS         | Ret             |        |
| Ret  | Alain John Jones       | Maico       | Ret             |        |
| Ret  | Pentti Salonen         | Yamaha      | Ret             |        |
| Ret  | Pier Paolo Bianchi     | Minarelli   | Ret             |        |
| Ret  | Matti Salonen          | Yamaha      | Ret             |        |
| Ret  | Jan Huberts            | MZ          | Ret             |        |
| Ret  | Ryszard Mankiewicz     | MZ          | Ret             |        |
| Ret  | Hans-Jürgen Hummel     | Yamaha      | Ret             |        |
| Ret  | Piet van der Goorbergh | Yamaha      | Ret             |        |
| Ret  | Jan Warners            | Yamaha      | Ret             |        |

## Resultados 50cc
Gerhard Thurow salió de la pole position en 50 cc pero cayó en la primera curva. Aunque fue capaz de continuar, ya no jugó un papel importante en la carrera. Henk van Kessel (Van Veen - Kreidler) fortaleció su posición de liderazgo en Assen, pero no ganó su carrera en casa, que cayó en manos de Herbert Rittberger. El equipo Jamathi no tenía potencia en las sesiones de entrenamiento e incluso viajó a  Breukelen por la noche para trabajar en la máquina de Jan Bruins. Aparentemente, Bruins pudo mantener el pulso a Van Kessel, aunque no le pudo superar en carrera.
| Pos. | Piloto               | Moto         | Tiempo/Retirado | Puntos |
| ---- | -------------------- | ------------ | --------------- | ------ |
| 1    | Herbert Rittberger   | Kreidler     | 33' 12" 1       | 15     |
| 2    | Henk van Kessel      | Kreidler     | +14" 4          | 12     |
| 3    | Jan Bruins           | Jamathi      | +19" 0          | 10     |
| 4    | Rudolf Kunz          | Kreidler     |                 | 8      |
| 5    | Stefan Dörflinger    | Kreidler     |                 | 6      |
| 6    | Hans-Jürgen Hummel   | Kreidler     |                 | 5      |
| 7    | Ulrich Graf          | Kreidler     |                 | 4      |
| 8    | Jan Huberts          | Kreidler     |                 | 3      |
| 9    | Adam van de Draay    | Kreidler     |                 | 2      |
| 10   | Tom Kooyman          | Hemeyla      |                 | 1      |
| 11   | Gerrit Strikker      | Kreidler     |                 |        |
| 12   | Gerhard Thurow       | Kreidler     |                 |        |
| 13   | Jürgen Röller        | Kreidler     |                 |        |
| 14   | Wilhelm Werner       | Kreidler     |                 |        |
| 15   | Nigel Stone          | Jamathi      |                 |        |
| 16   | Julien van Zeebroeck | Kreidler     |                 |        |
| 17   | Willem Koerhuis      | Hemeyla      |                 |        |
| 18   | Kasimir Rapcynski    | Kreidler     |                 |        |
| 19   | Engelbert Kip        | Kreidler     |                 |        |
| 20   | Rein Gijsman         | Roton        | +1 Vuelta       |        |
| 21   | Pentti Salonen       | Tunturi-Puch | +1 Vuelta       |        |
| 22   | Wolfgang Golembeck   | Kreidler     | +1 Vuelta       |        |
| 23   | John Koster          | Kreidler     | +1 Vuelta       |        |
| Ret  | Ludwig Fassbender    | Kreidler     | Ret             |        |
| Ret  | Theo Timmer          | Jamathi      | Ret             |        |
| Ret  | Ingo Emmerich        | Kreidler     | Ret             |        |
| Ret  | Lars Persson         | Penningson   | Ret             |        |
| Ret  | Harald Bartol        | Kreidler     | Ret             |        |
| Ret  | Otello Buscherini    | Malanca      | Ret             |        |
| Ret  | Nico Polane          | Roton        | Ret             |        |